# Мерзлікін Андрій Ілліч
Андрій Ілліч Мерзлікін (нар.. 24 березня 1973, Калінінград (з 8 липня 1996 року — місто Корольов), Московська область, РРФСР, СРСР) — російський актор театру і кіно, кінорежисер, телеведучий. Заслужений артист РФ (2018).

## Життєпис
Народився 24 березня 1973 року в місті Калінінграді (нині — Корольов) Московської області.
У 1988 році, після закінчення восьмирічної школи № 22 у селищі Текстильник місто Калінінград Московської області, Андрій вступив в Калінінградський технікум космічного машинобудування і технології. У 1992 році закінчив його, отримавши кваліфікацію «радіотехнік» за спеціальністю «Прилади управління».
У 1996 році з червоним дипломом закінчив Державну академію сфери побуту та послуг у Москві за спеціальністю «Організація виробництва і менеджмент». Його дипломною роботою був проект відродження ткацької фабрики Сапожниковых.
У 1994 році вступив на акторський факультет ВДІКу (майстерня Е. А. Кіндінова), навчаючись протягом двох років у двох вузах одночасно. Закінчив ВДІК в 1998 році.
Під час навчання у Вдіку Андрій Мерзлікін знімався у фільмах молодих режисерів: «Айлостера» (реж. Ольга Дарфі, 1998), «Чому ти мене любиш?» (1998) і «Новини» (1999) реж. Іллі Хотиненко, «Фінал» (реж. Сік Квон Ки, 1998). За роль у фільмі режисера Наталії Погоничевої «Як я провела літо» (1999) отримав приз за найкращу чоловічу роль на Міжнародному студентському фестивалі ВДІК.
У 2000 році працював у міжнародному театральному проекті «Готель „Європа“» режисера Івана Поповськи, з яким об'їздив найбільші театральні фестивалі Європи (у Відні, Бонні, Авіньйоні, Стокгольмі, Болоньї).
У 2001—2011 роках був актором Московського драматичного театру під керівництвом Армена Джигарханяна, де зіграв різнопланові ролі: суддя Ляпкін-Тяпкін в «Ревізорі» (реж. С. Газаров), юнак Ангел у виставі «Порохова бочка» за п'єсою Деяна Дуковски (реж. К. Азарян), Фігаро у виставі «Божевільний день, або одруження Фігаро» (реж. Ю. Клепіков), Вершинін в «Трьох сестрах» (реж. Ю. Клепіков та Вл. Ячменьов), «Він» у виставі за п'єсою Е. Радзинського «Вона у відсутності любові і смерті» (реж. Ю. Іоффе), герой-коханець Саймон в комедійному трилері «Театр-вбивця» за п'єсою Т. Стоппарда (реж. С. Голомазов).
Професійну кінокар'єру почав, граючи маленькі ролі у фільмах і серіалах («Любити по-російськи 3: Губернатор» режисера Євгена Матвєєва (1999), «Старі шкапи» режисера Ельдара Рязанова (2000), «Обличчя французької національності» (режисера Іллі Хотиненко, 2000).
Успіх і популярність Андрію Мерзлікіну принесла роль Дімона («Ошпареного») у фільмі режисера Петра Буслова «Бумер». Після «Бумера» і його продовження актора стали запрошувати багато режисерів, пропонуючи йому різні ролі, в тому числі і ролі злочинців.
Зіграв більше ста ролей у фільмах і серіалах. Працював з режисерами О. Балабановим, П. Чухраєм, Ф. Бондарчуком, М. Михалковим, В. Мірзоєвим, А. Коттом, М. Сегалом та іншими.
У 2012 році дебютував кінорежисером, знявши короткометражний художній фільм «GQ» за сценарієм Михайла Сегала. У цьому ж році картина брала участь у конкурсі «Кінотавр. Короткий метр» на XXIII відкритому російському кінофестивалі «Кінотавр».
У 2014 році Мерзлікін з'явився у 2-му сезоні телесеріалу «Молодіжка», де він зіграв Максима Едуардовича Стрельцова, головного тренера хокейної команди «Крижані королі», хокеїста канадського клубу «Оттава», чому сприяло вміння актора кататися на ковзанах.
У 2015 році Андрій Мерзлікін зіграв одну з головних ролей (полковник Кадишев) у художньому фільмі режисера Олексія Петрухіна «Училка». Зйомки фільму проходили в середній загальноосвітній школі № 7 міста Калінінград Московської області, де Мерзлікін отримав початкову шкільну освіту (з 1-го по 3-й класи).
У 2017 році Андрій Мерзлікін зіграв роль слідчого Олега Звонарьова в телесеріалі «Траса смерті», заснованому на реальній кримінальній справі банди «ДТА».
У ході президентських виборів 2018 року увійшов до складу руху «Putin Team», що виступає в підтримку кандидата на посаду президента Російської Федерації Володимира Путіна.

## Родина

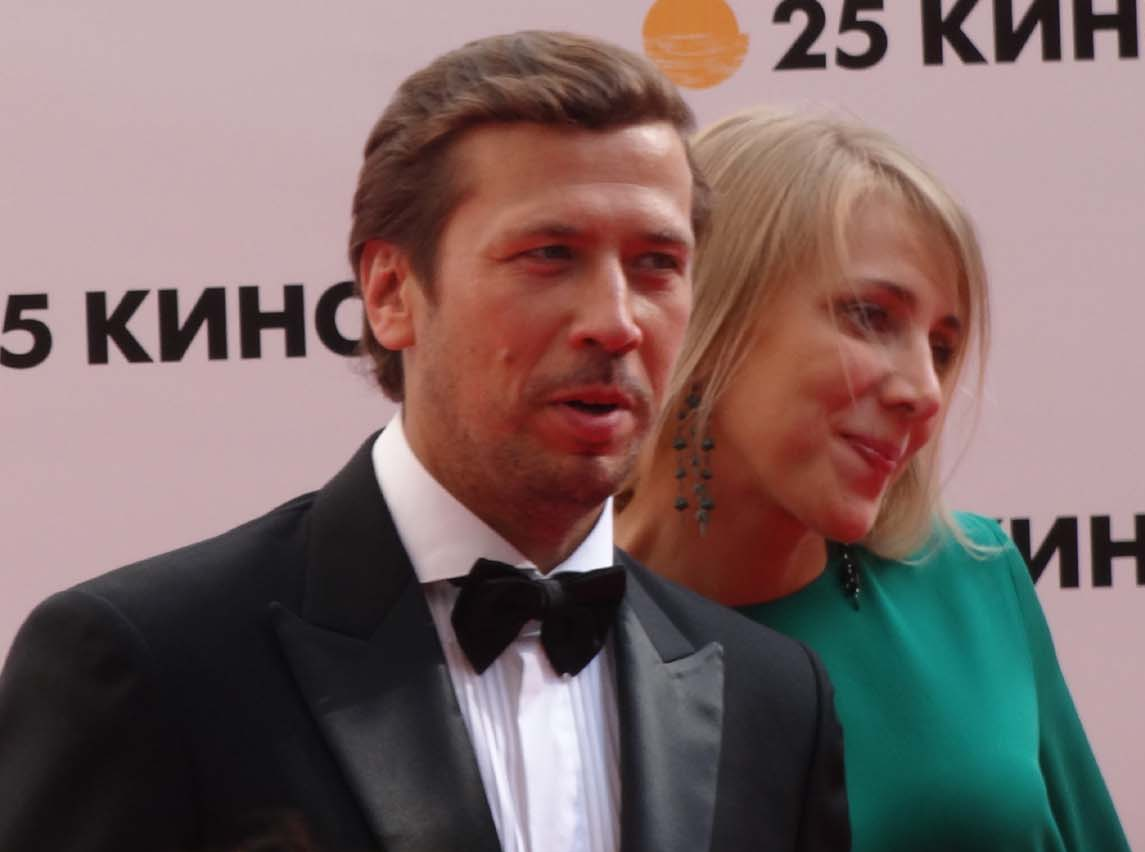
Андрій Мерзлікін з дружиною Анною Осокіною

- Дружина (з березня 2006 року) — Ганна Осокіна, психолог[14][15], працює директором і прес-секретарем свого чоловіка[16].
  - Син — Федір (нар. 2 грудня 2006).
  - Дочка — Серафима (нар. 29 вересня 2008)[17].
  - Дочка — Євдокія (нар. 25 серпня 2010)[15][18].
  - Син — Макар (нар. 24 січня 2016)[16][19].

## Підтримка окупації України
- Фігурант бази даних центру «Миротворець» як особа, що становить загрозу національній безпеці України і міжнародному правопорядку: «Свідоме багаторазове порушення державного кордону України з метою проникнення на окуповану російсько-терористичними бандформуваннями територію України на Донбасі. Співпраця з проросійськими терористичними організаціями. Участь в пропагандистських заходах РФ (країна-агресор) проти України»[20]. Підтримав в 2022 році вторгнення Росії в Україну.

## Творчість

### Фільмографія

#### Актор
1. 1997 — Айлостера (короткометражний) —  Флай
2. 1998 — Фінал (короткометражний) —  Андрій
3. 1998 — Новини —  капітан
4. 1998 — Чому ти мене любиш? (короткометражний) — епізод
5. 1999 — Як я провела літо (короткометражний) —  тато
6. 1999 — Любити по-російськи-3: Губернатор —  міліціонер — «перевертень»
7. 1999 — Особа французької національності —  міліціонер
8. 2000 — Далекобійники (серія № 19) —  вертольотчик
9. 2000 — Нічого страшного (короткометражний) —  медбрат
10. 2000 — Важка робота старих мойр (короткометражний)
11. 2000 — Старі шкапи —  лейтенант
12. 2003 — Наречена поштою —  танцюрист
13. 2002 — Леді Бос (серіал) —  сапер
14. 2003 — Бумер —  Димон «Ошпарений»
15. 2003 — Вокзал —  Роман Хоменко, слідчий
16. 2004 — Команда —  Олег Грач, брат Віталія
17. 2004 — Конвой PQ-17 —  Микола Лунін, командир підводного човна, капітан 3-го рангу
18. 2004 — Червона капела —  Мішель, член ФКП
19. 2004 — Курсанти —  Панасюк, сержант, старшина роти
20. 2004 — Таксист (телесеріал) —  оперативник
21. 2004 — Мара —  Олег
22. 2004 — Солдати (1 сезон) —  незнайомець
23. 2004 — Штрафбат (серії № 5, 6, 8) —  В'ячеслав Бредун, капітан
24. 2005 — Жмурки —  охоронець «Михалича»
25. 2005 — Покликання —  Олег Михайлович Крайнов
26. 2005 — Нічний продавець —  покупець сигарет
27. 2005 — Убойная сила 6 (фільм № 4 «Добрі наміри») —  Кедров
28. 2006 — Franz + Polina —  Павло, брат Поліни
29. 2006 — Герой нашого часу —  Сьомін, поручик
30. 2006 — Самотнє небо —  Борис, фельдшер
31. 2006 — Бумер. Фільм другий —  Димон (Ошпарений)
32. 2006 — Полювання на піранью —  «Штабс»
33. 2006 — Зворотний відлік —  Макс Смирнов
34. 2006 — Ваша честь (серія № 6) —  Попов
35. 2006 — Час пик —  Юрій Смирнитський, друг дитинства Кості і коханець його дружини
36. 2006 — Розсмішити Бога —  Ігор Квасков, слідчий
37. 2007 — Травень —  Олександр Гаєвський, товариш Євгена Печаліна
38. 2007 — Російська гра —  Кругель
39. 2008 — Гойдалки —  Сергій Макаров («Кувалда»), капітан, боєць спецназу
40. Випуску 2008 — Плюс один —  Макаров, капітан
41. Випуску 2008 — Залюднений острів —  Фанк
42. 2009 — О, щасливчик! —  Саня «Фрегат»
43. 2009 — Переправа —  Усов, капітан
44. 2009 — заблукав (Казахстан) —  хлопець
45. 2009 — Вагома підстава для вбивства —  Коля Потапенко, брат Саші
46. 2009 — Росія 88 —  чиновник
47. 2009 — Гарячі новини —  Олег Смирнов, майор, оперативник
48. 2009 — Ісаєв (частина друга — «Пароль не потрібен») —  Чен (Марейкіс), чекіст, резидент у Владивостоці
49. 2010 — Стомлені сонцем 2: Предстояння —  Микола, танкіст
50. 2010 — Без права на помилку — «Художник»
51. 2010 — Двоє —  Олексій Бур'ян, партизан
52. 2010 — Гідравліка —  Сергій Самсонов («Сем»), злодій
53. 2010 — Доктор Тирса (серії № 19, 24) —  Антон, чоловік Катерини
54. 2010 — Родинний дім —  Дмитро Сергійович Соколов, чоловік Жені
55. 2010 — Єдиний чоловік —  Андрій Волошин
56. 2010 — Брестська фортеця —  Андрій Митрофанович Кіжеватов, лейтенант, начальник 9-ї прикордонної застави, Герой Радянського Союзу
57. 2011 — Стомлені сонцем 2: Цитадель —  Микола, танкіст
58. 2011 — Борис Годунов —  Григорій Отреп'єв
59. 2011 — Будинок на узбіччі —  Олександр
60. 2011 — Сильна —  Андрій Сафронов, капітан, слідчий
61. 2011 — Забутий —  Григорій Якович Тампеев, колишній офіцер-розвідник
62. 2011 — Зрада —  Михайло Самарін, чоловік Наталії, хірург
63. 2011 — 4 дня в травні —  Сєдих, радянський розвідник
64. 2012 — Синдром дракона —  Володимир Терехов, офіцер держбезпеки
65. 2012 — Дочка баяніста —  Василь Синіцин
66. 2012 — Золото —  Павло Андрійович Зеленський, прокурор
67. 2012 — Якби та якби —  Руслан, спецагент, який працює під прикриттям, він же трансвестит Людка
68. 2012 — Чкалов —  Олександр Анісімов
69. 2012 — Розповіді (новела «Світ кріплення») —  організатор весіль
70. 2012 — Раз, два! Люблю тебе! —  Андрій, механік на шоколадній фабриці
71. 2012 — Шпигун —  Карпенко
72. 2013 — Петро Лещенко. Все, що було... —  Георгій Храпак, бойовий товариш Петра Лещенко
73. 2013 — Іван син Аміра —  Андрій
74. 2013 — Діти Водолія —  Валерій Петрович Мезенцев, лікар-психіатр
75. 2013 — Крик сови —  Андрій Север'янович Балахнин, майор міліції
76. 2013 — Шерлок Холмс (фільм № 6 «Галіфакс», серії № 11-12) —  Галіфакс
77. 2013 — Кіноман — головна роль
78. 2013 — Червоні гори —  Зотов, білогвардійський офіцер
79. 2013 — Невидимки —  Клебеев
80. 2013 — Новий старий будинок —  Гера
81. 2013 — Одного разу —  Третьяков, кримінальник
82. 2013 — Свиридова —  Руслан Пілогаєв
83. 2014 — Ладога —  Максим Кірсанов / Сергій
84. 2014—2016 — Молодіжка —  Максим Едуардович Стрільців, головний тренер хокейної команди «Крижані королі», хокеїст канадського клубу «Оттава»
85. 2014 — Білі Роси. Повернення —  Іван, чоловік Галі, батько Ані
86. 2014 — Син —  Андрій Сафронов, слідчий
87. 2014 — Серце ангела —  Іван Серафимович Пожарський
88. 2014 — Вовче сонце —  Віктор Олексійович Ромовська, генерал білоемігрантських військ
89. 2014 — Тальянки —  Степан Веригін, капітан, льотчик дальньої авіації
90. 2014 — Ялинки кошлаті —  Леха, злодій
91. 2014 — Форт Росс: У пошуках пригод —  Кусков, капітан, комендант фортеці Форт-Росс
92. 2014 — Новорічне щастя —  Льова
93. 2014 — дол (короткометражний) —  Рудольф, начальник Михайла
94. 2015 — Одиниця (Бойова одиниця) —  Семен Фіногенов, лейтенант, замполіт
95. 2015 — Зворотній бік Місяця 2 —  пасажир
96. 2015 — Батьківщина (фільм Петра Буслова) —  Дмитро
97. 2015 — Батьківщина (телесеріал Павла Лунгіна) —  Олег Басов, депутат
98. 2015 — Ленінград 46 (фільм № 8 «Віра» — серії № 29-32) —  капітан, командир штрафної роти Данилова
99. 2015 — Щастя - це... (кіноальманах; новела № 5 «Останній пункт») —  Сергій
100. 2015 — Норвегія —  Митяй (Дмитро Андрійович Селіванов)
101. 2015 — Захоплення —  Ковальов
102. 2015 — Зелена карета —  Вадим Раєвський, режисер
103. 2015 — Училка —  Кадишев, полковник спецназу, колишній учень Алли Миколаївни
104. 2016 — П'яна фірма —  Анатолій Чубайс
105. 2016 — Дух балтійський —  Фрідріх
106. 2017 — Траса смерті —  Олег Звонарьов, слідчий
107. 2017 — Ходіння по муках —  Аркадій Жадов, поручик
108. 2018 — Останнє випробування —  Кадишев, полковник спецназу, колишній учень Алли Миколаївни
109. 2018 — Обліпихове літо —  Олександр Вампілов
110. 2018 — Чернетка —  Фелікс
111. 2018 — Танки —  Михайло Кошкін
112. 2018 — Прощатися Не будемо —  Павло Сисоєв
113. 2018 — Вій 2. Таємниця Печатки дракона —  начальник охорони Меньшикова
114. 2018 — Годунов —  Василь Шуйський
115. 2018 — Команда —  директор
116. 2023 — Бібліотекар — Максим В'язинцев

#### Режисер
- 2012 — GQ (короткометражний фільм)

#### Дубляж
- 2001 — Форсаж — Леон (Джонні Стронг)
- 2001 — Тренувальний день — Пол (Dr. Dre)

#### Озвучення
- 2000 — Нічого страшного — медбрат
- 2012 — Від гвинта 3D (мультфільм) — Грім: винищувач Міг-29
- 2013 — Вибаглива мишка

Андрій Мерзлікін брав участь в альтернативному озвучуванні комп'ютерної онлайн-гри «World of Tanks».

#### Участь у документальних фільмах
- 2014 — «Війна та міфи» («Перший канал»; серія № 4 «Штрафбат»[21]) — Андрій Мерзлікін читає спогади бійців штрафного батальйону Червоної армії в роки Великої вітчизняної війни[22].
- 2015 — «Дмитро Донський. Врятувати світ» (виробництво — ВГТРК, 2015 рік; автор сценарію — Володимир Федоров, режисер-постановник — Сергій Дубинкін) — Андрій Мерзлікін читає закадровий текст[23].
- 2016 — «Суворов. Альпи. 200 років потому» (за замовленням ВАТ «ТРК ЗС РФ „Зірка“», 2015 рік) — Андрій Мерзлікін виконує роль капітана Грязєва, учасника італійського та швейцарського походів А.Ст. Суворова[24].

### Участь у відеокліпах
Крім робіт в кіно і телесеріалах, Андрій Мерзлікін також знімався в музичних відеокліпах:
- на пісню «В 91-м» репера Річ і письменника Захара Прілєпіна;
- на пісню «Холодные дни» співака Анатолія Крупнова[25];
- на пісні «Smile» і «Небо на земле» групи «Мережі»;
- на пісню «Земля» групи «Маша і ведмеді»;
- на пісню «Песок сквозь пальцы» групи «Бі-2»[26];
- на пісню «Память» проекту «Скретч»;
- на пісню «Думай сам» групи «25/17»;
- на пісню «Ты снова ушла» групи «СерьГа».
- на пісню «Дождем» групи «J: МОРС».

### Телебачення
- З осені 2016 року Андрій Мерзлікін веде (разом з Олексієм Єгоровим) новий документальний проект «Військова приймання. Слід в історії» про військових подіях, людях, техніці, озброєнні минулого і невідомі подробиці великих битв на телеканалі «Зірка»[27].

## Нагороди, премії
- 1999 — приз за найкращу чоловічу роль на Міжнародному студентському фестивалі ВДІК — за роль у короткометражному художньому фільмі «Як я провела літо» (режисер — Н. Погониічева).
- 2010 — друга премія ФСБ в номінації «Акторська робота» — за виконання ролі начальника прикордонної застави Андрія Кіжеватова у фільмі «Брестська фортеця».
- 2011 — головний приз «За видатну акторську кар'єру» IV кінофестивалю «Чоловіча роль» імені Івана Мозжухіна в Пензі — за виконання ролі начальника прикордонної застави Андрія Кіжеватова у фільмі «Брестська фортеця»[28][29].
- 2013 — перша премія ФСБ в номінації «Акторська робота» — за виконання ролі майора міліції Андрія Балахнина в телесеріалі «Крик сови»[30].
- 2013 — срібний знак «Почесний співробітник Військової православної місії» та ювілейна грамота — «за любов до Бога, вірність Вітчизні»[31].
- 2015 — приз XXII Міжнародного фестивалю акторів кіно «Сузір'я» в номінації «Краща чоловіча роль» — за роль лейтенанта Фіногенова у фільмі «Одиничка» режисера Кирила Белевича[32].
- 2018 — Заслужений артист Російської Федерації (21 серпня 2018 року) — за великий внесок у розвиток вітчизняної культури, мистецтва, засобів масової інформації та багаторічну плідну діяльність[2].